# Nazionale maschile di pallavolo della Tunisia
La nazionale maschile di pallavolo della Tunisia è una squadra africana composta dai migliori giocatori di pallavolo della Tunisia ed è posta sotto l'egida della Federazione pallavolistica della Tunisia.

## Rosa
Segue la rosa dei giocatori convocati per il campionato mondiale 2022.
| N° | Nome               | Ruolo | Data di nascita   | Squadra            |
| -- | ------------------ | ----- | ----------------- | ------------------ |
| 2  | Ahmed Kadhi        | C     | 19 aprile 1989    | Espérance de Tunis |
| 3  | Khaled Ben Slimene | P     | 14 dicembre 1994  | -                  |
| 6  | Mohamed Miladi     | S     | 12 maggio 1991    | Espérance de Tunis |
| 7  | Ilyès Karamosli    | S     | 22 agosto 1989    | Espérance de Tunis |
| 8  | Yassine Abdelhedi  | S     | 28 ottobre 1999   | Al Sahel           |
| 9  | Omar Agrebi        | C     | 26 agosto 1992    | Sfaxien            |
| 10 | Hamza Nagga        | O     | 29 maggio 1990    | Espérance de Tunis |
| 12 | Rami Bennour       | P     | 23 dicembre 1991  | -                  |
| 13 | Salim Mbarki       | C     | 6 marzo 1996      | -                  |
| 16 | Mahdi Ben Tahar    | C     | 17 settembre 2004 | -                  |
| 18 | Ali Bongui         | O     | 14 agosto 1996    | Sfaxien            |
| 19 | Aymen Bouguerra    | S     | 1º novembre 1991  | Narbonne           |
| 20 | Saddem Hmissi      | L     | 16 febbraio 1991  | -                  |
| 21 | Tayeb Korbosli     | L     | 5 giugno 1993     | Espérance de Tunis |

## Risultati

### Competizioni FIVB
| 1964 | non qualificata | -            |
| 1968 | non qualificata | -            |
| 1972 | 12º posto       | Convocazioni |
| 1976 | non qualificata | -            |
| 1980 | non qualificata | -            |
| 1984 | 9º posto        | Convocazioni |
| 1988 | 12º posto       | Convocazioni |
| 1992 | non qualificata | -            |
| 1996 | 11º posto       | Convocazioni |
| 2000 | non qualificata | -            |
| 2004 | 11º posto       | Convocazioni |
| 2008 | non qualificata | -            |
| 2012 | 11º posto       | Convocazioni |
| 2016 | non qualificata | -            |
| 2020 | 11º posto       | Convocazioni |
| 2016 | non qualificata | -            |

| 1949 | non qualificata | -            |
| 1952 | non qualificata | -            |
| 1956 | non qualificata | -            |
| 1960 | non qualificata | -            |
| 1962 | non qualificata | -            |
| 1966 | non qualificata | -            |
| 1970 | 22º posto       | Convocazioni |
| 1974 | 18º posto       | Convocazioni |
| 1978 | 24º posto       | Convocazioni |
| 1982 | 21º posto       | Convocazioni |
| 1986 | non qualificata | -            |
| 1990 | non qualificata | -            |
| 1994 | non qualificata | -            |
| 1998 | non qualificata | -            |
| 2002 | 19º posto       | Convocazioni |
| 2006 | 15º posto       | Convocazioni |
| 2010 | 19º posto       | Convocazioni |
| 2014 | 21º posto       | Convocazioni |
| 2018 | 23º posto       | Convocazioni |
| 2022 | 16º posto       | Convocazioni |

| 1965 | non qualificata | -            |
| 1969 | 11º posto       | Convocazioni |
| 1977 | non qualificata | -            |
| 1981 | 8º posto        | Convocazioni |
| 1985 | non qualificata | -            |
| 1989 | non qualificata | -            |
| 1991 | 8º posto        | Convocazioni |
| 1995 | 12º posto       | Convocazioni |
| 1999 | 12º posto       | Convocazioni |
| 2003 | 11º posto       | Convocazioni |
| 2007 | 12º posto       | Convocazioni |
| 2011 | non qualificata | -            |
| 2015 | 12º posto       | Convocazioni |
| 2019 | 12º posto       | Convocazioni |
| 2023 | 8º posto        | Convocazioni |

### Competizioni CAVB
| 1967 | 1º posto        | Convocazioni |
| 1971 | 1º posto        | Convocazioni |
| 1976 | 2º e 7º posto   | Convocazioni |
| 1979 | 1º posto        | Convocazioni |
| 1983 | 2º posto        | Convocazioni |
| 1987 | 1º posto        | Convocazioni |
| 1989 | non qualificata | -            |
| 1991 | 3º posto        | Convocazioni |
| 1993 | 2º posto        | Convocazioni |
| 1995 | 1º posto        | Convocazioni |
| 1997 | 1º posto        | Convocazioni |
| 1999 | 1º posto        | Convocazioni |
| 2001 | non qualificata | -            |
| 2003 | 1º posto        | Convocazioni |
| 2005 | 2º posto        | Convocazioni |
| 2007 | 2º posto        | Convocazioni |
| 2009 | 5º posto        | Convocazioni |
| 2011 | 3º posto        | Convocazioni |
| 2013 | 2º posto        | Convocazioni |
| 2015 | 2º posto        | Convocazioni |
| 2017 | 1º posto        | Convocazioni |
| 2019 | 1º posto        | Convocazioni |
| 2021 | 1º posto        | Convocazioni |
| 2023 | 5º posto        | Convocazioni |

### Competizioni CEV
| 1958 | 16º posto | Convocazioni |

### Competizioni estinte
| 1990 | non qualificata | -            |
| 1991 | non qualificata | -            |
| 1992 | non qualificata | -            |
| 1993 | non qualificata | -            |
| 1994 | non qualificata | -            |
| 1995 | non qualificata | -            |
| 1996 | non qualificata | -            |
| 1997 | non qualificata | -            |
| 1998 | non qualificata | -            |
| 1999 | non qualificata | -            |
| 2000 | non qualificata | -            |
| 2001 | non qualificata | -            |
| 2002 | non qualificata | -            |
| 2003 | non qualificata | -            |
| 2004 | non qualificata | -            |
| 2005 | non qualificata | -            |
| 2006 | non qualificata | -            |
| 2007 | non qualificata | -            |
| 2008 | non qualificata | -            |
| 2009 | non qualificata | -            |
| 2010 | non qualificata | -            |
| 2011 | non qualificata | -            |
| 2012 | non qualificata | -            |
| 2013 | non qualificata | -            |
| 2014 | 27º posto       | Convocazioni |
| 2015 | 30º posto       | Convocazioni |
| 2016 | 33º posto       | Convocazioni |
| 2017 | 30º posto       | Convocazioni |

| 2018 | non qualificata | -            |
| 2019 | non qualificata | -            |
| 2022 | 6º posto        | Convocazioni |
| 2023 | 8º posto        | Convocazioni |
| 2024 | non qualificata | -            |